# A Flora of North America
A Flora of North America (abreviado Fl. N. Amer.) é um livro com ilustrações e descrições botânicas que foi escrito conjuntamente por Asa Gray e John Torrey. Foi publicado em dois volumes nos anos 1838-1843.